# AirTrain Newark

Logo de l'AirTrain Newark.

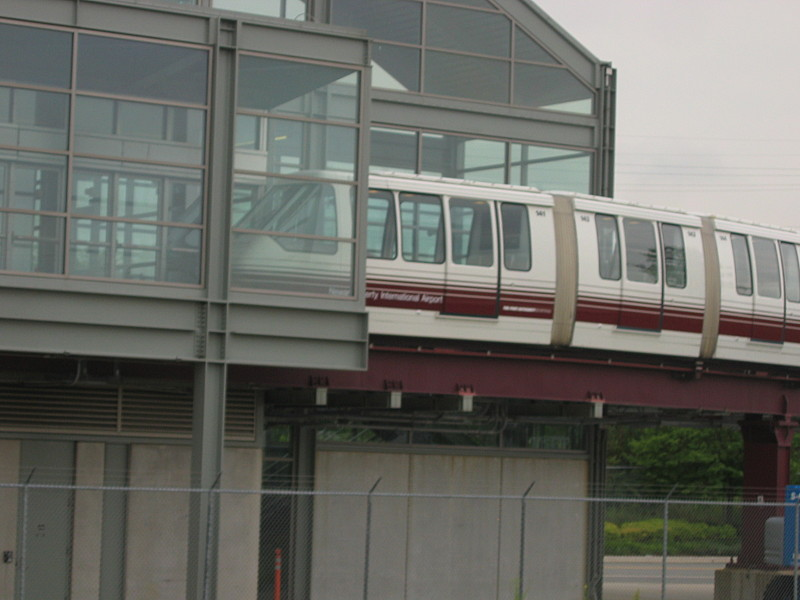
AirTrain Newark entrant dans la Newark Airport Rail Station, 2004.

L'AirTrain Newark est un monorail de 3 km qui relie l'aéroport international Liberty de Newark à la station Newark Liberty International Airport, appartenant aux réseaux ferroviaires du New Jersey Transit et de l'Amtrak. Au départ, il permettait seulement aux voyageurs de se déplacer d'un terminal à l'autre, mais depuis 2001, il permet aux voyageurs atterrissant à Newark de rejoindre directement le réseau ferroviaire, avec notamment des trains en direction de Penn Station à  New York. À l'instar de l'AirTrain JFK, l'AirTrain Newark est géré par la Port Authority of New York and New Jersey. Le train est gratuit dans l'enceinte de l'aéroport, en revanche, il est payant pour les passagers qui doivent rejoindre la gare ferroviaire ; dans ce cas, le tarif est compris dans le prix du billet de train qui sera pris à la gare.
L'AirTrain Newark dessert huit stations dans l'ordre suivant : les parkings P1, P2 P3, le terminal A, le terminal B puis le Terminal C, le parking P4 et enfin la Newark Airport rail station.